# Pays de Sarrebourg
Le pays de Sarrebourg est un Pôle d'équilibre territorial et rural et anciennement un pays LOADDT constitué en syndicat mixte et une région naturelle du département français de la Moselle, en région Grand-Est, plus précisément dans la région historique et culturelle de Lorraine. Il a pour chef-lieu la ville de Sarrebourg.

## Géographie
Le pays de Sarrebourg est situé dans le sud du département de la Moselle. Ses limites sont naturellement dessinées par le massif des Vosges au sud et à l'est et par la ligne de forêts reliant les grands étangs lorrains à l'ouest. Seule la limite avec l'Alsace bossue, au nord-est, n'est pas marquée par des éléments naturels.
Au nord de la ville de Sarrebourg s'étend la plaine de la Sarre, le massif des Vosges est à une dizaine de kilomètres au sud. Le col de Saverne, principal passage naturel entre l'Alsace et la Lorraine, se trouve à l'est de la ville de Phalsbourg. Les grands étangs lorrains sont au nord-ouest.
La partie du pays située au nord de l'axe allant de Belles-Forêts à Abreschviller, est située en Moselle germanophone.
Le nord et l'ouest du pays se trouvent dans la partie est du parc naturel régional de Lorraine tandis que Phalsbourg fait partie du parc naturel régional des Vosges du Nord.

### Transports et voies de communication

#### Voies routières
Le pays de Sarrebourg est traversé, d'ouest en est, par la route nationale 4. Phalsbourg constitue l'origine de la route nationale 61 et comporte un accès à l'autoroute A4.

#### Voies ferrées
Plusieurs voies ferrées desservent le pays : la LGV Est européenne, la ligne Paris - Strasbourg, la ligne Réding - Metz, la ligne Réding - Drulingen et la ligne Berthelming - Sarreguemines. Les anciennes lignes Sarrebourg - Abreschviller et La Forge - Vallérysthal-Troisfontaines ainsi que la ligne à voie métrique Lutzelbourg - Phalsbourg - Drulingen sont aujourd'hui déclassées et déposées.
Le pays de Sarrebourg compte quatre gares ouvertes au service des voyageurs : Sarrebourg, Réding, Lutzelbourg et Berthelming.

#### Canaux
Le canal de la Marne au Rhin et le canal des houillères de la Sarre irriguent le pays de Sarrebourg.
Des ports de plaisance se trouvent à Héming, à Hesse, à Niderviller, à Lutzelbourg, à Mittersheim, à Languimberg (port du Houillon) et à Xouaxange.

#### Aérodromes
Un aérodrome est situé à Buhl au sud de Sarrebourg.
La base aérienne de Phalsbourg-Bourscheid, construite pour l'US Air Force, est aujourd'hui utilisée par le 1er régiment d'hélicoptères de combat.

## Histoire
À partir du XIIe siècle émerge un umland qui s'étend sur un rayon d'environ 15 à 20 kilomètres autour de la ville de Sarrebourg comprenant notamment l'abbaye de Hesse, le prieuré de Saint-Quirin, la haute vallée de la Sarre et de nombreux châteaux dont beaucoup ont été détruits. Seuls quelques-uns subsistent aujourd'hui encore à l'état de ruines comme le Geroldseck, Lutzelbourg ou Turquestein. Sarrebourg et son umland sont alors de langue et de culture germanique, à l'interface des mondes alémanique et francique.
Entre le XIIe et le XIVe siècle, Sarrebourg connait un développement urbain important. La ville s'affirme comme pôle commercial et étend son influence sur la campagne environnante, créant un véritable umland sarrebourgeois tourné vers l'espace rhénan et en particulier Strasbourg.
L'arrondissement de Sarrebourg, correspondant à peu près au pays de Sarrebourg, est créé en 1800 au sein du département de la Meurthe.
En 1871, le pays de Sarrebourg fait partie du  territoire cédé par la France à l'Empire allemand. Administrativement il devient l'arrondissement de Sarrebourg au sein du district de Lorraine. Au lendemain de la Première Guerre mondiale, il redevient l'arrondissement de Sarrebourg mais au sein du nouveau département de la Moselle.
L'arrondissement de Sarrebourg est fusionné avec celui de Château-Salins en 2016.
Le « pays » de Sarrebourg est issu de la loi d’orientation pour l’aménagement et le développement du territoire du 4 février 1995 (LOADT), dite loi Pasqua, reprise et modifiée par la loi d’orientation pour l’aménagement et le développement durable du territoire du 25 juin 1999 (LOADDT), dite loi Voynet.
D'autre part, le pôle d'équilibre territorial et rural du pays de Sarrebourg est depuis 2008 un syndicat mixte qui regroupe les deux communautés de communes du pays : la communauté de communes de Sarrebourg - Moselle Sud (issue de la fusion des communautés de communes de l'Agglomération de Sarrebourg, du pays de Fénétrange, de la Vallée de la Bièvre, des Deux Sarres, du pays des étangs et de l'étang du Stock) et la communauté de communes du pays de Phalsbourg.

## Quelques sites notables
- Abreschviller et son chemin de fer forestier ;
- Le rocher de Dabo ;
- Villa gallo-romaine de Saint-Ulrich (située sur le territoire de la commune de Dolving), l’une des plus grandes de l’Est de la France ;
- Le Donon, sommet vosgien (1009 mètres d'altitude) ;
- Cité médiévale de Fénétrange ;
- Étang de Gondrexange ;
- Center Parcs Domaine des Trois Forêts à Hattigny ;
- Lutzelbourg et son château ;
- Étang de Mittersheim ;
- Faïencerie de Niderviller ;
- Château de Geroldseck à Niederstinzel ;
- Château du Sarreck à Oberstinzel ;
- Phalsbourg, cité fortifiée par Vauban ;
- Château et écluse de Réchicourt ;
- Parc animalier de Sainte-Croix ;
- Plan incliné de Saint-Louis-Arzviller ;
- Saint-Quirin, l'un des plus beaux villages de France ;
- Étang du Stock ;
- Château de Turquestein ;
- Couvent de Saint-Jean-de-Bassel ;
- Cimetière gallo-romain de Walscheid ;
- Site archéologique de la Croix-Guillaume.

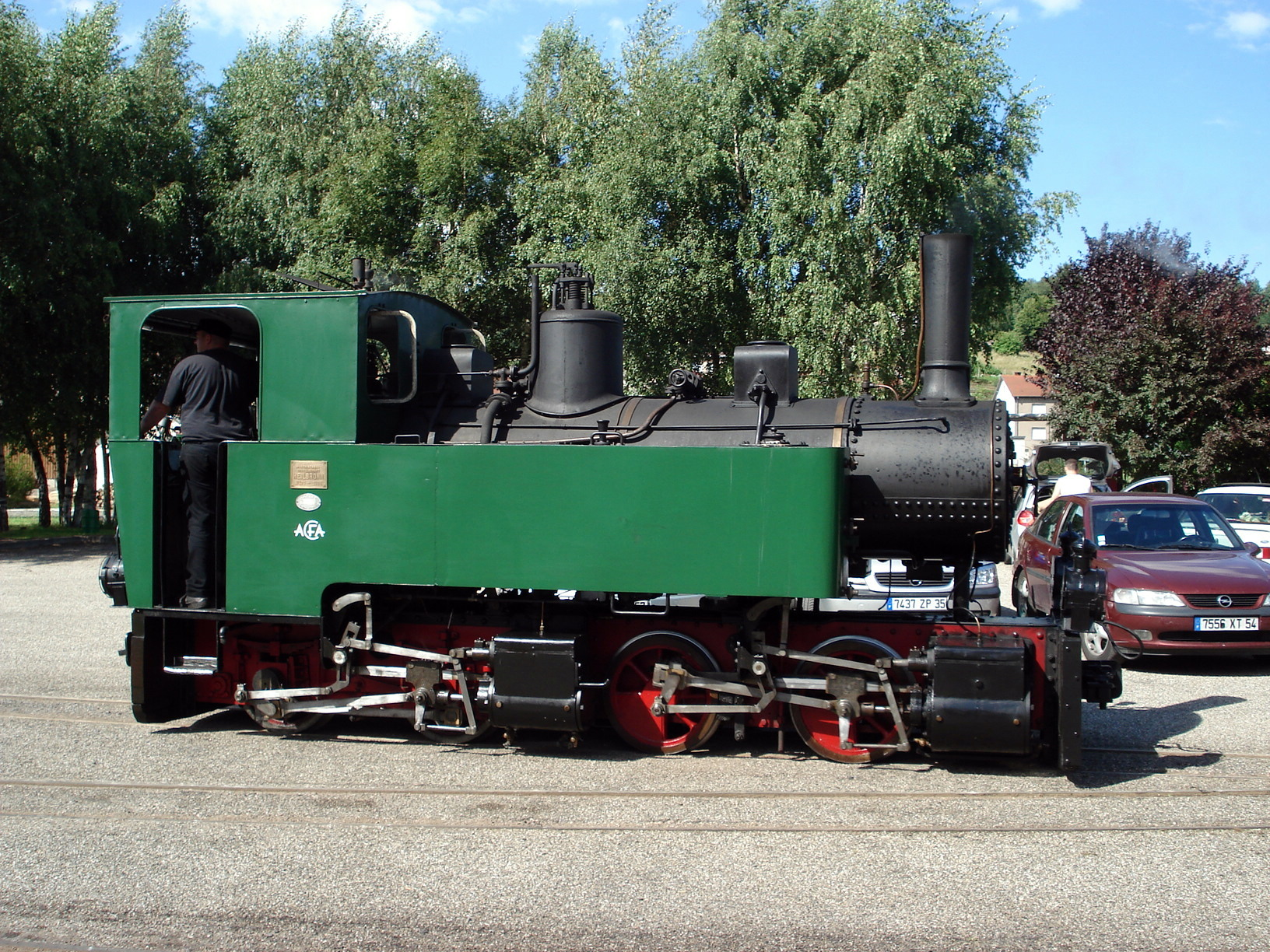
Le chemin de fer d'Abreschviller.
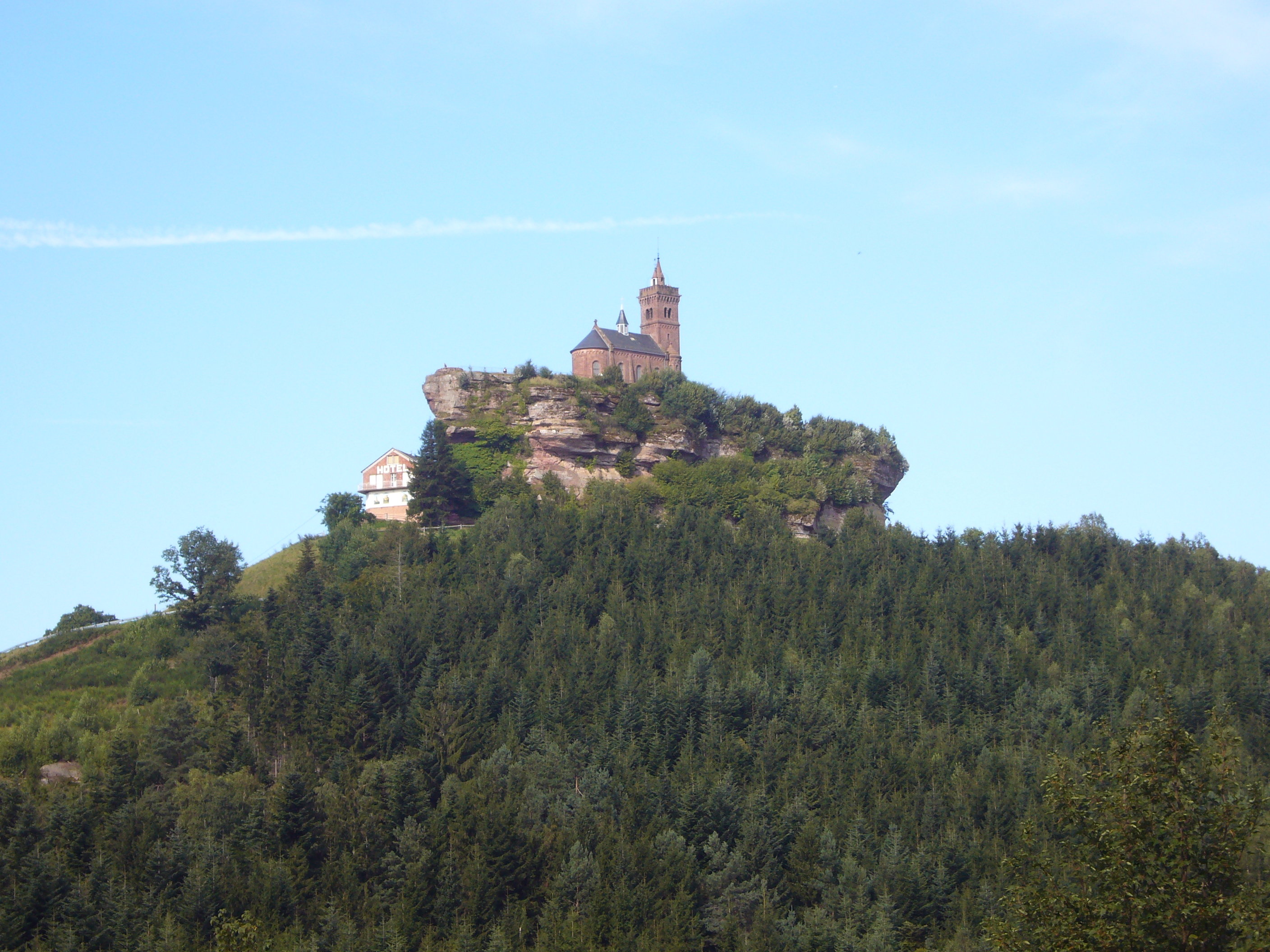
Le rocher de Dabo.
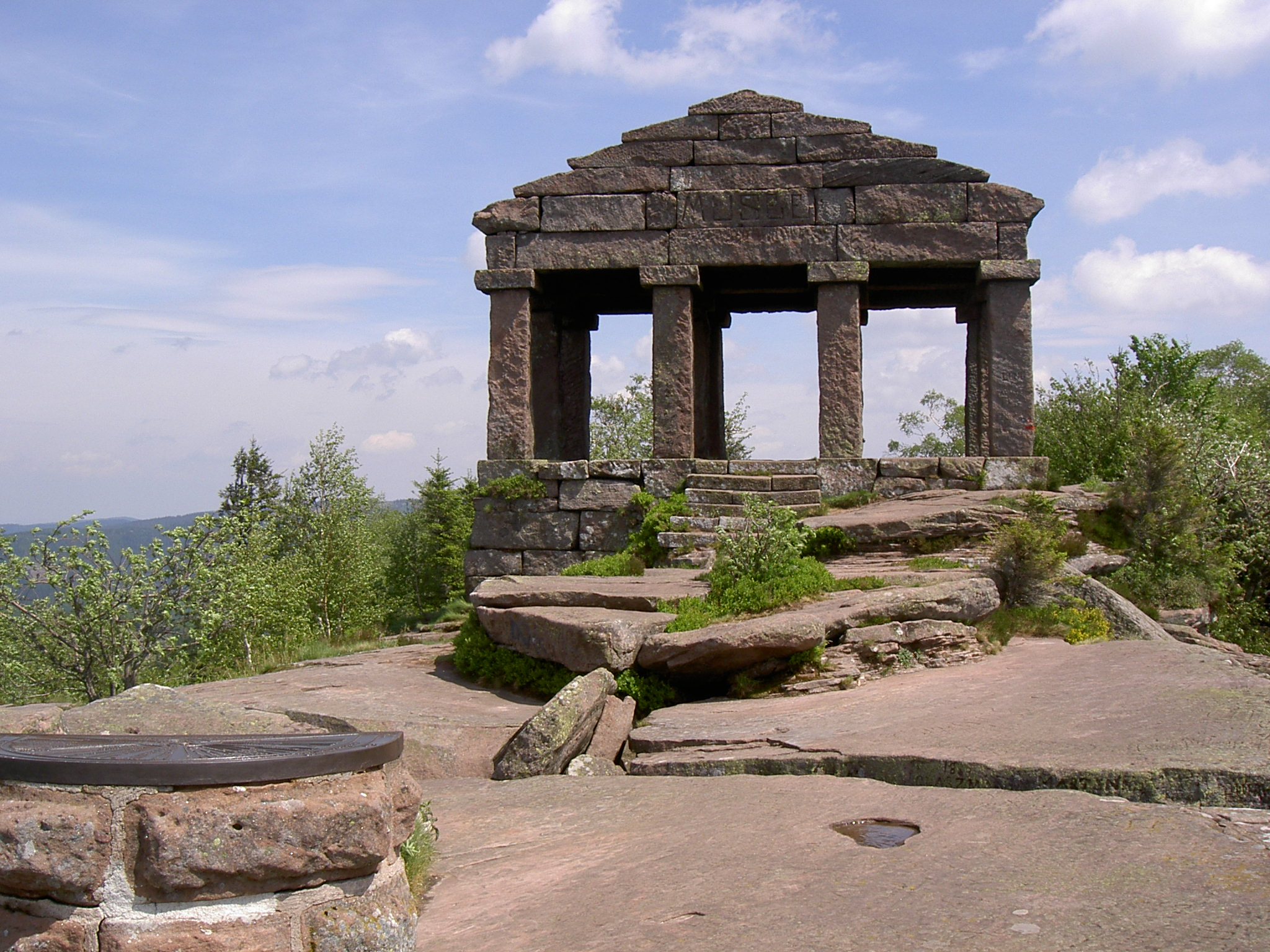
Le temple du Donon (reconstruction).
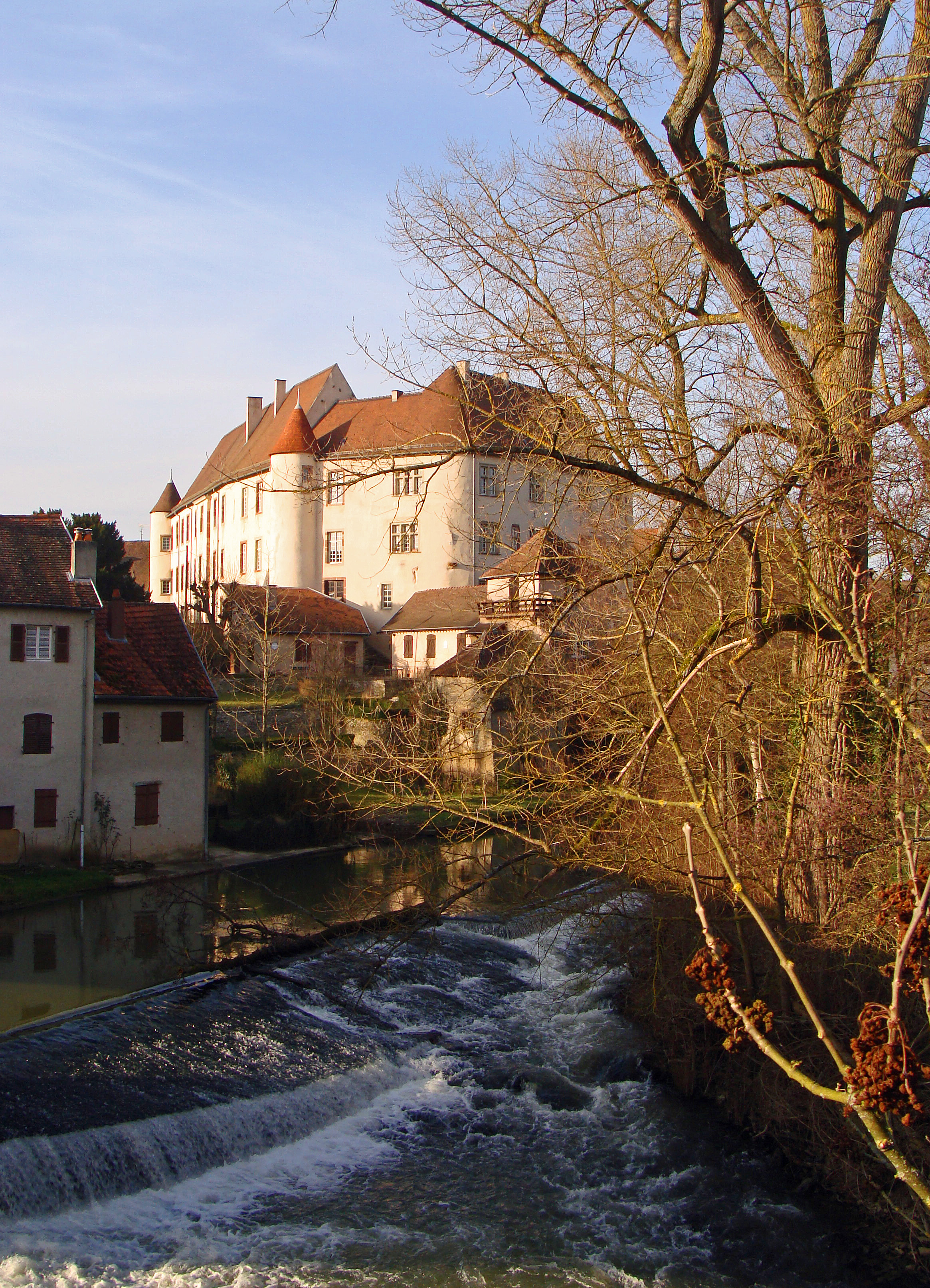
Château de Fénétrange.
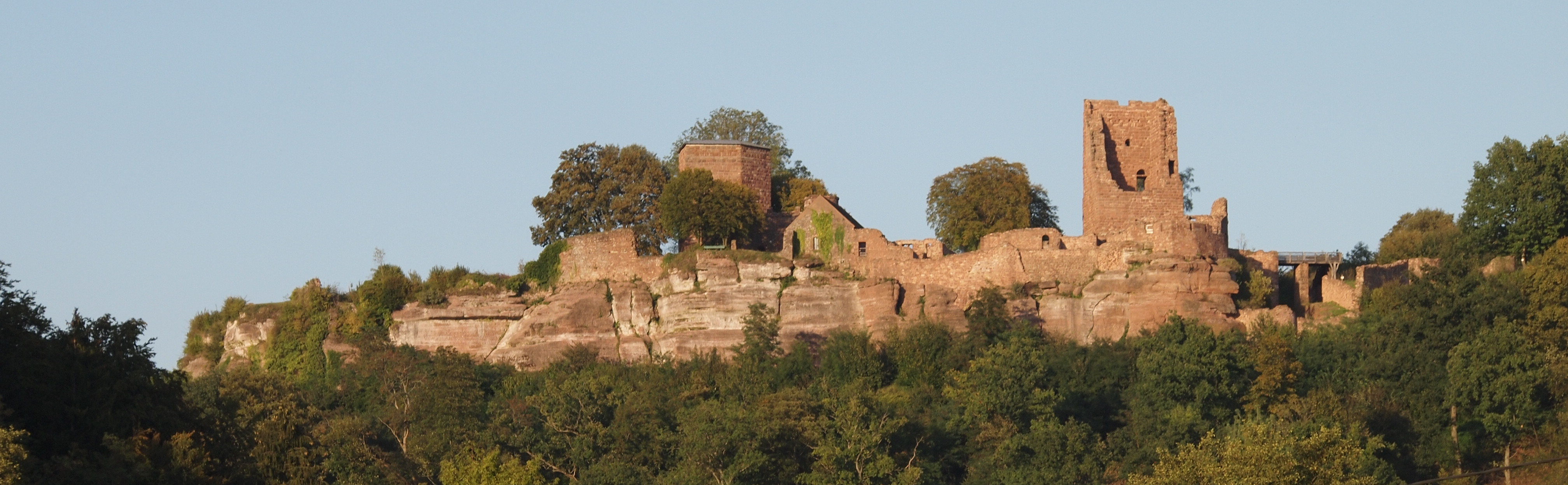
Château de Lutzelbourg.
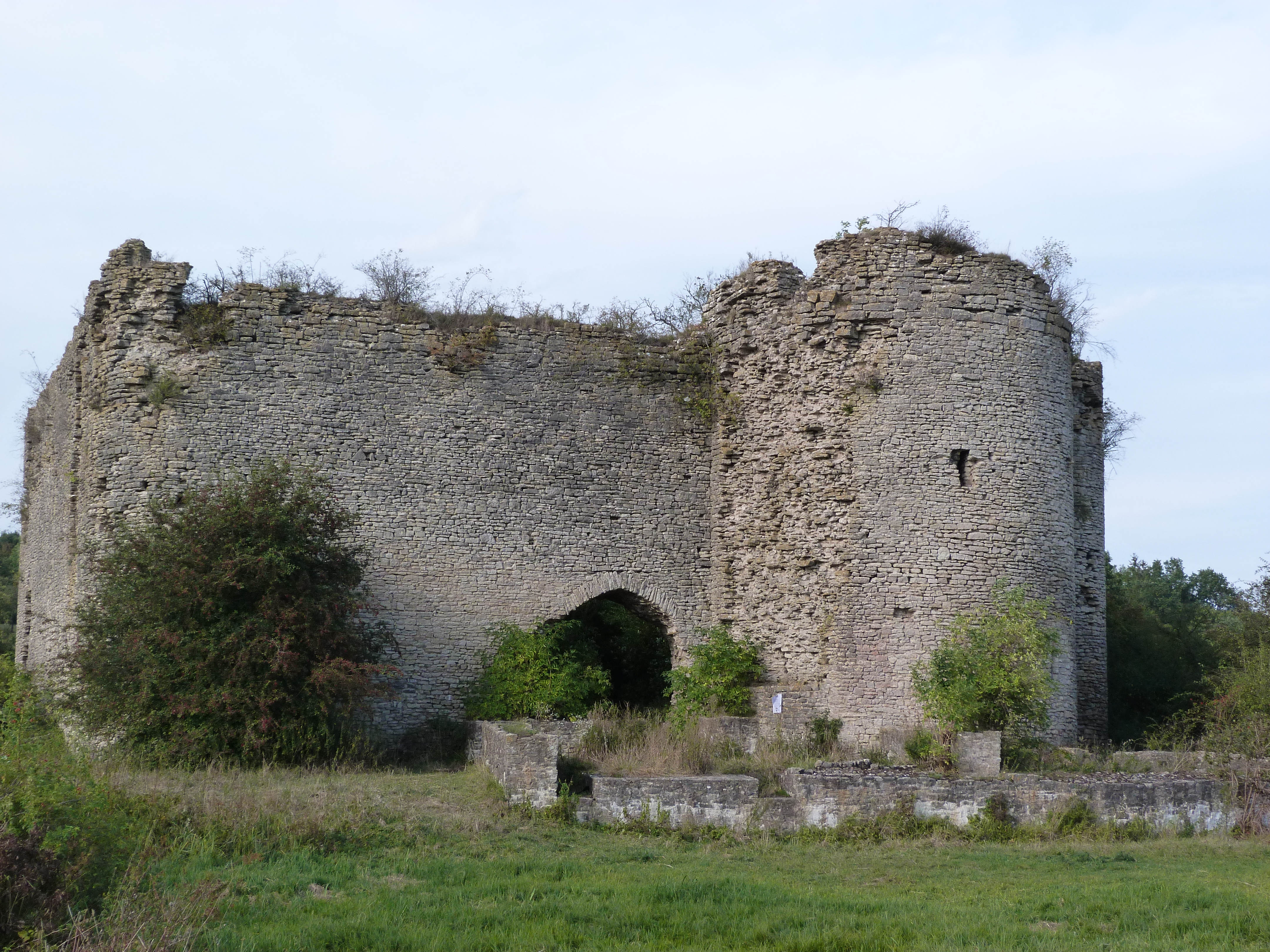
Le château de Geroldseck à Niederstinzel.
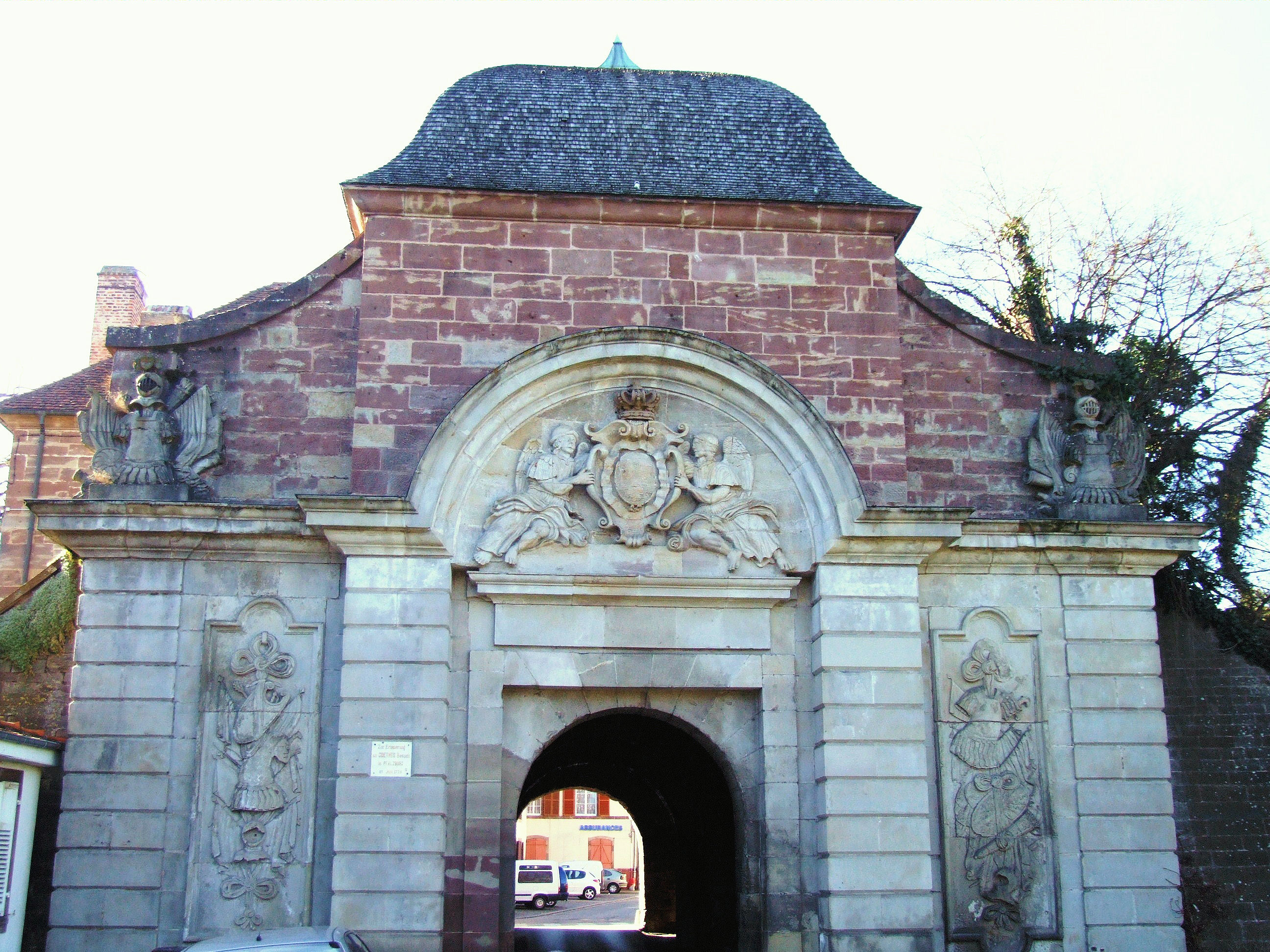
La porte d'Allemagne à Phalsbourg.
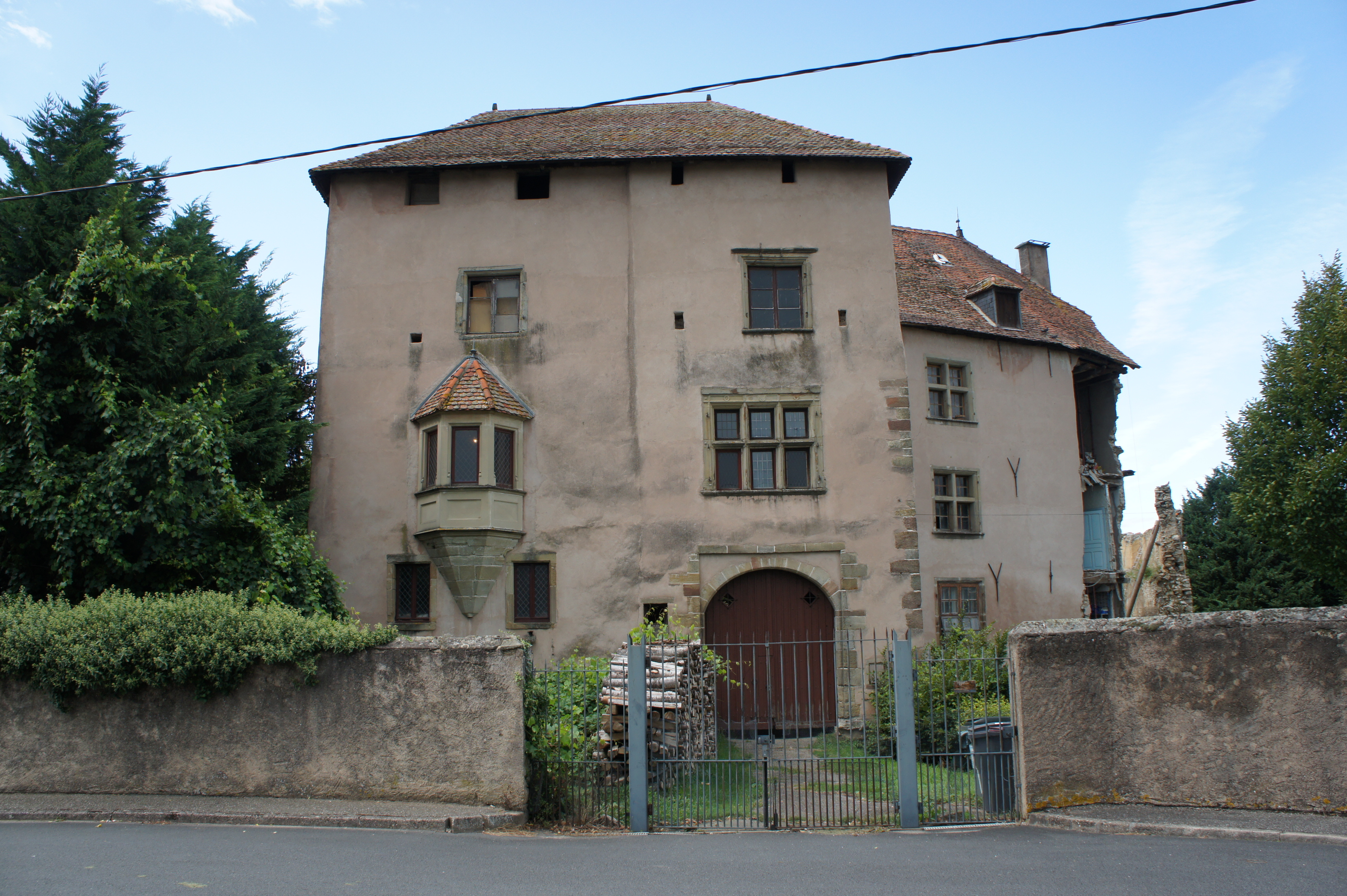
Château de Réchicourt.
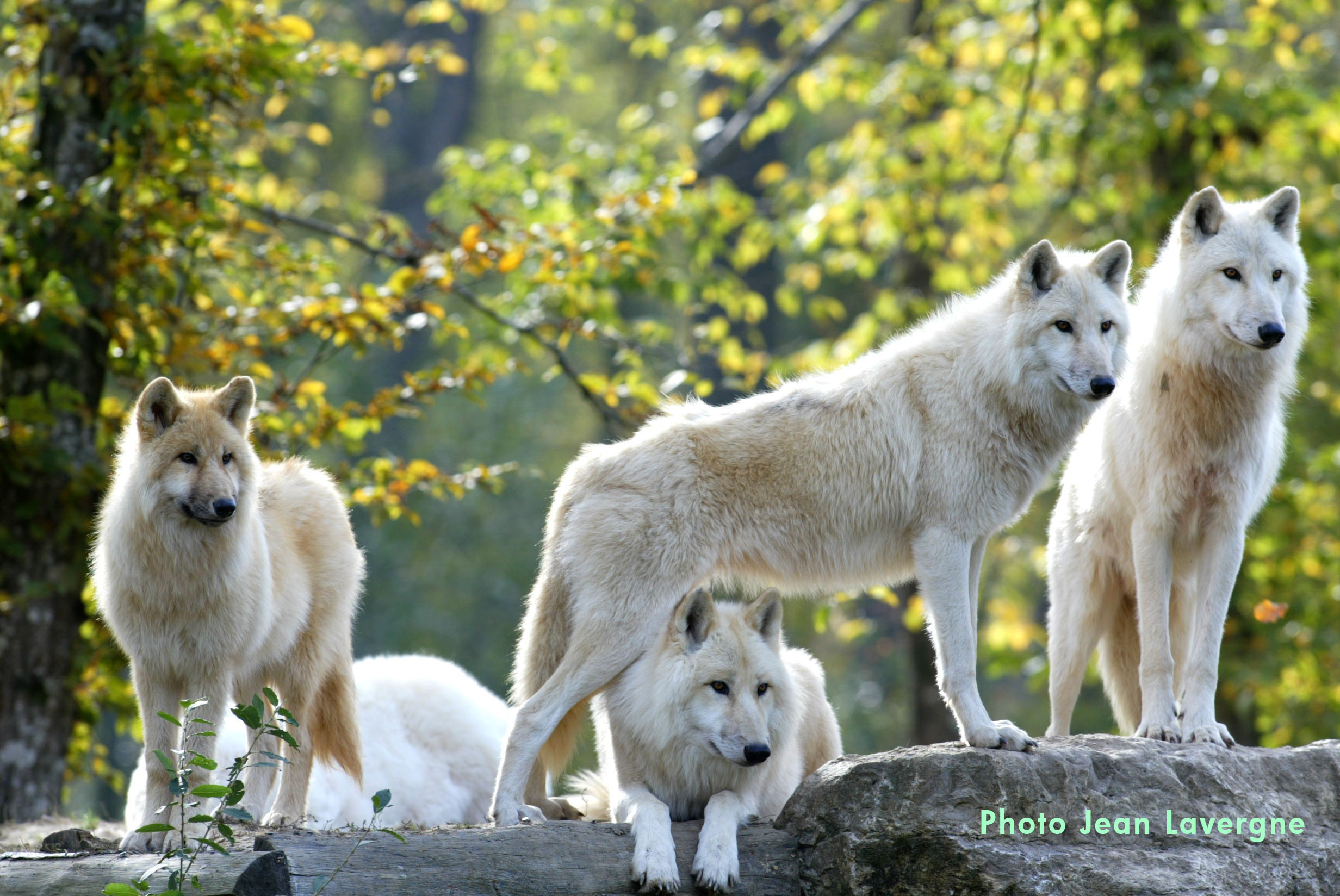
Loups arctiques au Parc animalier de Sainte-Croix.
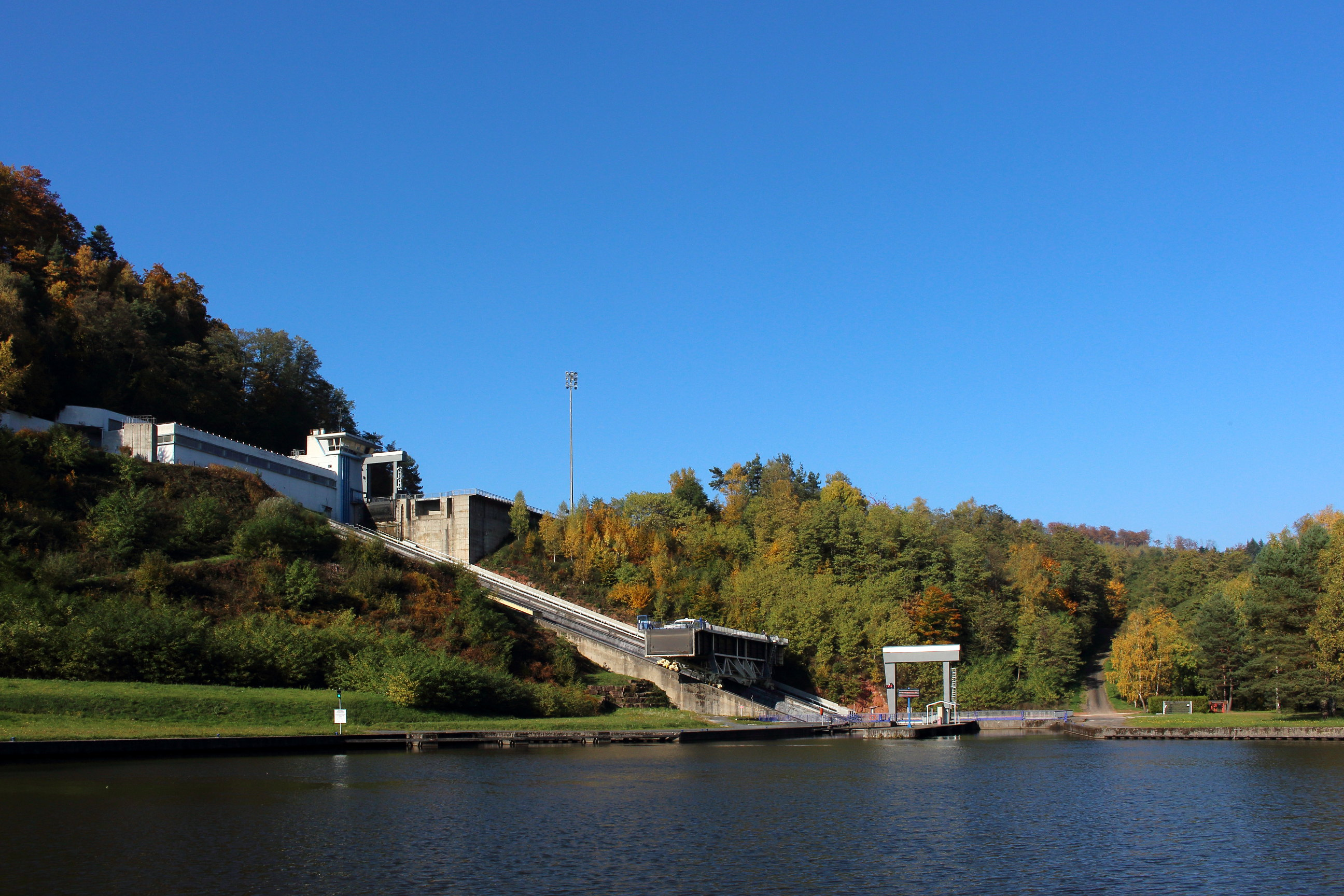
Plan incliné de Saint-Louis-Arzviller.
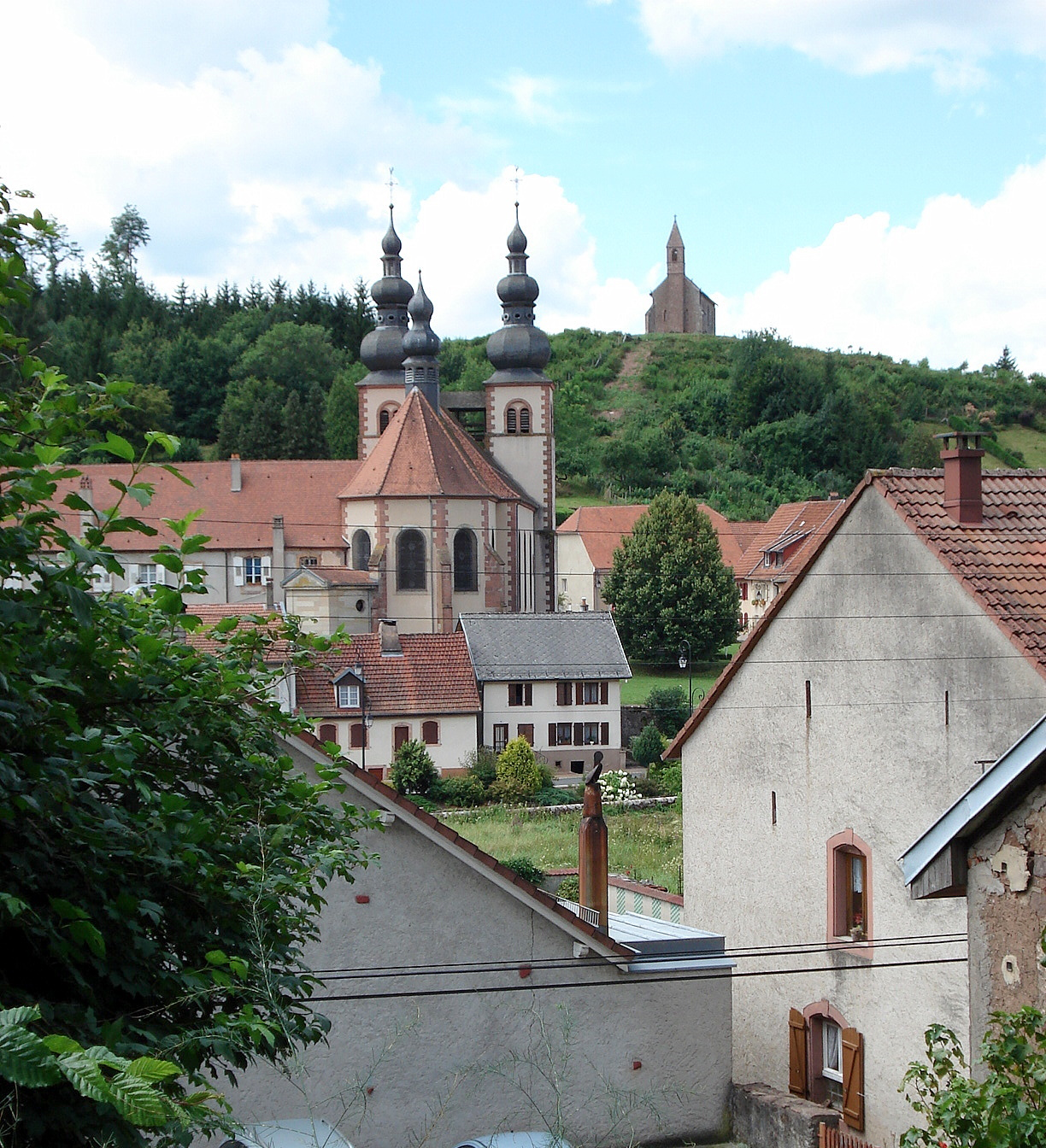
Saint-Quirin.
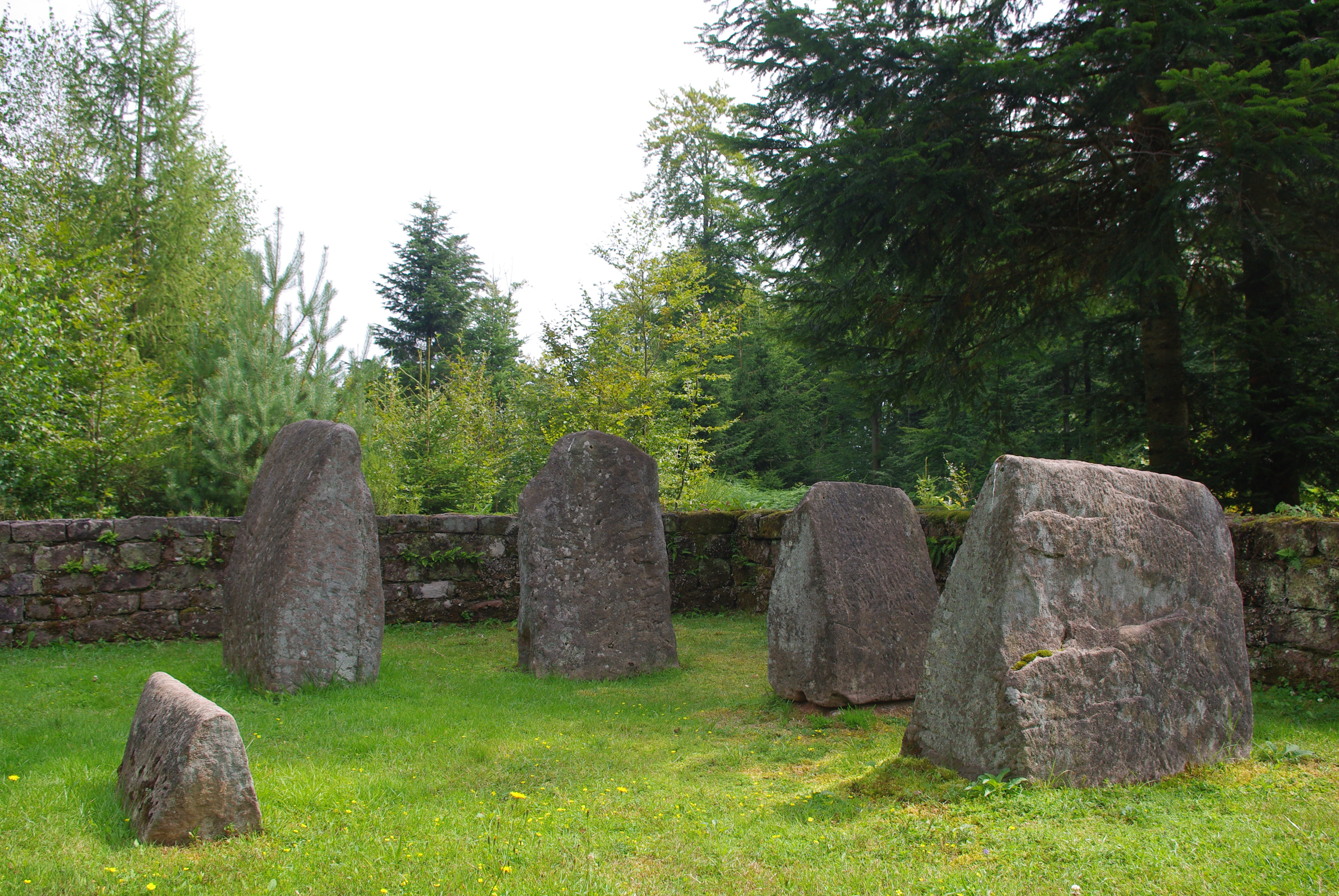
Cimetière gallo-romain de Walscheid.

## Économie
- Mephisto, fabricant de chaussures, à Sarrebourg ;
- Unicoolait, laiterie, à Sarrebourg ;
- Steelcase, mobilier de bureau, à Sarrebourg ;
- Amcor, emballages, à Sarrebourg ;
- Comptoir général du ressort, fabricant de ressorts, à Sarrebourg ;
- Ferco International[4], fabricant de serrures et ferrures, à Réding ;
- Schott VTF[5], verrerie, à Troisfontaines ;
- Eqiom (anciennement Holcim), cimenterie, à Héming ;
- Cristallerie de Vallérysthal ;
- Faïencerie de Niderviller ;
- Tuilerie de Niderviller ;
- Lingenheld, travaux publics, à Dabo ;
- FM Logistic à Phalsbourg ;
- Oliger France, à Saint-Louis.

## Projet de réserve de biosphère
Le pays de Sarrebourg a le projet de devenir une réserve de biosphère reconnue par l'Unesco.